# Corynoptera postforcipata
Corynoptera postforcipata är en tvåvingeart som beskrevs av Hans-Georg Rudzinski 1993. Corynoptera postforcipata ingår i släktet Corynoptera och familjen sorgmyggor.
Artens utbredningsområde är Tyskland. Arten är reproducerande i Sverige. Inga underarter finns listade i Catalogue of Life.